# Uuencode
Program uuencode (Unix-to-Unix encode) se používal na unixových systémech pro převod binárních dat na čitelný text. Bylo to potřebné pro přenos elektronické pošty pomocí uucp. Protože uucp přenos automaticky překódovával znaky mezi nejrůznějšími znakovými sadami, byly pro přenos použity pouze znaky, které byly z většiny společné a nedošlo tak k poškození přenášené informace. Pro převod zakódovaného tvaru zpět do původní podoby se používal program uudecode.
Dvojice programů uuencode a uudecode byla velmi populární pro přenos binárních souborů nejen v elektronické poště, ale i v systému Usenet. V dnešní době se je nahrazen systémem MIME, který používá systém kódování Base64.